# 上海基督教新教
新教自1840年代进入上海后，成为上海的主流宗教之一。

## 历史
1843年，上海开埠的同一年，第一位基督教传教士，英国伦敦会的麦都思来到上海。
此后，来自英美各教派的差会陆续进入上海：
- 伦敦会：1843年来沪，在城内建堂（城中堂）。以后在租界中心的山东路设立墨海书馆、仁济医院和天安堂，在虹口兆丰路（今高阳路）设立麦伦中学和天乐堂。
- 英国圣公会
- 美国圣公会：1842年来华，最终在1845年选择在上海立足，初期除了在南市设堂外，该会在虹口设立的救主堂是所谓美租界乃至苏州河以北市区发展的起点（1937年迁往法租界赵主教路，今徐汇区五原路，20世纪末曾作为华东神学院院址），不远处设立了同仁医院。1879年，该会在西郊苏州河岸边兴建圣约翰书院，20世纪初发展成圣约翰大学。后来，该会又陆续设立圣彼得堂、上海诸圣堂等。
- 美南浸信会：1847年来沪，在老北门外西侧护城河边设立了第一浸会堂。20世纪初发展到虹口北四川路，1920年代又在北郊购置浸会庄，包括明强中学和晏摩氏女中。虹口则另设上海怀恩堂，抗战期间迁往西摩路（陕西北路）。
- 美南监理会：1848年来华，即进入上海，设立慕尔堂（沐恩堂）、景林堂、闸北堂（大统路、天目西路附近，已拆除）等教堂，林乐知创办中西书院（后并入苏州东吴大学，办理法学院和附中），海淑德创办中西女中。
- 美北长老会：1850年来沪，先在大南门外设立清心中学、清心女中和清心堂，20世纪初在虹口设立美华书馆和鸿德堂（今多伦路），不远处的宝通路闸北堂则是由华人牧师创立，主要服务于在附近商务印书馆任职的长老会信徒。
- 安息浸礼会：1847年来沪，1902年在斜桥设立惠中堂。
- 宣道会：1900年义和团事变中，吴伯莱牧师从天津迁来，在虹口北四川路设立守真堂。
- 基督复临安息日会：1910年以后，在杨树浦宁国路设立中华总会（沪东堂），在虹口武进路设立沪北会堂。
- 中国内地会：1892年在今虹口区吴淞路设立总部，1931年迁往今静安区北京西路与新闸路之间（今儿童医院），该会在上海没有设立面向华人的教堂，只在地丰路（乌鲁木齐北路）设立供西方传教士聚会的公共礼拜堂（今新恩堂）。

20世纪上半叶，上海又出现不少华人创立的独立团体：
- 伯特利教会：1920年，石美玉医生脱离美以美会，从江西九江迁到上海南市制造局路，兴建伯特利医院（今第九医院）及教堂、学校等。1930年代，该会发起全国巡回布道运动，聘计志文、宋尚节讲道，影响很大。
- 地方教会（基督徒聚会处）：1926年在新闸路汪佩真家中开始「擘饼聚会」，次年倪柝声到上海，于1928年初在哈同路（今铜仁路）240弄文德里（已拆除）聚会，并开设上海福音书房。1948年，地方教会举行数次大规模福音游行，信徒人数增加甚多，于是在不远处的南阳路123号和145号兴建大型聚会所（南阳路聚会所）。
- 真耶稣教会：
- 灵粮堂：

## 现状
2002年，上海现有可统计信徒18万多人。开放的新教教堂点164处。

## 著名教堂
- 慕尔堂（沐恩堂）
- 景林堂
- 上海怀恩堂
- 新恩堂
- 上海国际礼拜堂
- 沪东堂
- 鸿德堂
- 清心堂
- 上海诸圣堂
- 上海圣三一堂
- 闸北堂
- 惠中堂
- 沪西礼拜堂
- 普安堂
- 救恩堂